# Pipistrellus inexspectatus
Pipistrellus inexspectatus är en fladdermusart som beskrevs av Paul Aellen 1959. Pipistrellus inexspectatus ingår i släktet Pipistrellus och familjen läderlappar. IUCN kategoriserar arten globalt som otillräckligt studerad. Inga underarter finns listade i Catalogue of Life.
Denna fladdermus förekommer i västra Afrika från Sierra Leone till norra Kamerun. Den lever i torra eller fuktiga savanner med några trädgrupper.
Arten blir med svans i genomsnitt 83 mm lång, själva svansen är 30 till 33 mm lång och vikten ligger vid 3 och 4 g. Djuret har 31 till 33 mm långa underarmar, 10 till 13 mm stora öron och cirka 6 mm långa bakfötter. Svansen är nästan helt inbäddad i svansflyghuden. Håren som bildar ovansidans päls är svartbruna vid roten och ljusare brun vid spetsen vad som ger ett rödbrunt till mörkbrunt utseende. Undersidan är täckt av krämfärgad päls med rött inslag. Pipistrellus inexspectatus har bruna vingar med en tydlig vit kant nära stjärten. Svansflyghuden är ljusare brun. Hos arten förekommer bruna avrundade öron. Tanduppsättningen i överkäken består per sida av två framtänder, en hörntand, två premolarer och tre molarer. Den första premolaren per sida är ofta gömd bakom de bredvid liggande tänderna. I underkäken finns ytterligare en framtand per sida.
En hona hade aktiva spenar i september.